# آرگ نازاریان
آرگ آرمنی نازاریان (ارمنی: Արեգ Արմենի Նազարյան؛  زادهٔ ۱۸ ژوئن ۱۹۶۴ - درگذشته ۱۳ مارس ۲۰۱۹) آهنگساز، کارگردان فیلم و موسیقی‌دان راک اهل ارمنستان بود. وی بنیانگذار گروه راک «Ոստան Հայոց» بود. وی بین سال‌های ۱۹۸۶ تا ? میلادی فعالیت می‌کرد.

## زندگی‌نامه
وی در ۱۸ ژوئن ۱۹۶۴ در ایروان به دنیا آمد و از دانشگاه دولتی علوم پرورشی خاچاطور آبوویان ارمنستان و کالج دولتی موسیقی رومانوس ملیکیان فارغ‌التحصیل گشت. همچنین برندهٔ جوایزی همچون مدال آدمیرال ایساکوف، مدال شجاعت (ارمنستان)، مدال مارشال باقرامیان، نشان سپاس مادری (ناگورونو قره‌باغ) و نشان یرکراپاه شده است. وی در ۱۳ مارس ۲۰۱۹ در سن ۵۴ سالگی در ایروان درگذشت.

## یادداشت
1. ↑  «Ղարաբաղ-մայրական շնորհակալություն» շքանշան
2. ↑  «Երկրապահ» շքանշան